# Richard Hauschild
Richard Hauschild (* 2. Dezember 1901 in Roschütz; † 15. Februar 1972 in Jena) war ein deutscher Indologe.

## Leben
Er studierte klassische, deutsche und orientalische Philologie in Tübingen, Leipzig (Hertel) und Jena (Albert Debrunner). Nach der Promotion in Jena 1926, dem  Staatsexamen 1927 in Griechisch, Latein und Englisch und dem Assessorenexamen 1929 für das Lehramt an Schulen wurde er 1954 Professor für Indologie an der Universität Jena.

## Schriften (Auswahl)
- Die Śvetāśvatara-Upaniṣad. Eine kritische Ausgabe mit einer Übersetzung und einer Übersicht über ihre Lehren. Leipzig 1927, OCLC 2783965.
- Über die frühesten Arier im alten Orient. Berlin 1962, OCLC 4805383.
- Die Aṣṭāvakra-Gītā. Berlin 1967, OCLC 906155350.
- Der Missionar P. Heinrich Roth aus Dillingen und die erste europäische Sanskrit-Grammatik. Berlin 1972, OCLC 721099.